# Juan Francisco Guevara
Juan Francisco Guevara Silvente, detto Juanfran (Lorca, 19 agosto 1995), è un pilota motociclistico spagnolo, ritiratosi dall'attività agonistica.

## Carriera

### Gli inizi
Comincia a correre in moto all'età di undici anni. Nel 2007 giunge secondo nel campionato Murcia nella categoria PRO 80, categoria in cui diventa campione l'anno successivo. Sempre nel 2008 giunge secondo, sempre a Murcia, nella categoria 125 PreGP. Nel 2009 vince nella categoria PRO 80 dei campionati murciano e valenciano e il Metrakit World Festival nella categoria 125 PreGP. Nel 2010 vince il campionato nazionale MotoDes PRO 80, giunge secondo nella categoria 125 PreGP e terzo nella categoria 125 PreGP del campionato mediterraneo. Nel 2011 giunge nono nel campionato spagnolo velocità e debutta nella classe 125 del motomondiale come wildcard a bordo di un'Aprilia nel Gran Premio della Comunità Valenciana, senza riuscire però a partire. Nel 2012 giunge sesto nel CEV, secondo nel campionato europeo di Moto3 e corre nella classe Moto3 del motomondiale i Gran Premi d'Aragona e Comunità Valenciana come wildcard a bordo di una FTR M312, ottenendo 4 punti.

### Moto3
Nel 2013 diventa pilota titolare nella classe Moto3 del motomondiale, alla guida della TSR Honda del team CIP Moto3; il compagno di squadra è Alan Techer. Non ottiene punti. Nel 2014 guida la Kalex KTM del team Mapfre Aspar. Ottiene come miglior risultato due ottavi posti (Italia e Indianapolis) e termina la stagione al 17º posto con 46 punti. Nel 2015 rimane nello stesso team, alla guida di una Mahindra MGP3O; i compagni di squadra sono Francesco Bagnaia e Jorge Martín. Totalizza 15 punti stagionali chiudendo ventiquattresimo in classifica mondiale. Nel 2016 passa al team RBA Racing che gli affida una KTM RC 250 GP, il compagno di squadra è Gabriel Rodrigo. Chiude la stagione al ventunesimo posto in classifica piloti con cinquanta punti all'attivo e un sesto posto al GP della Comunità Valenciana come miglior risultato. Nel 2017 è nuovamente pilota titolare per il team RBA Racing, con lo stesso compagno di squadra della stagione precedente. Ottiene un terzo posto in Italia. Chiude la stagione all'undicesimo posto in classifica piloti con 88 punti ottenuti. Nel dicembre dello stesso anno a soli ventidue anni annuncia il suo ritiro dalle corse dopo aver disputato sette stagioni nel motomondiale.

## Risultati nel motomondiale
| 2011 | Classe | Moto    |  |  |  |  |  |  |  |  |  |    |  |  |  |  |  |  |  |    | Punti | Pos. |
| ---- | ------ | ------- |  |  |  |  |  |  |  |  |  | -- |  |  |  |  |  |  |  | -- | ----- | ---- |
| 2011 | 125    | Aprilia |  |  |  |  |  |  |  |  |  | NE |  |  |  |  |  |  |  | NP | 0     |      |

| 2012 | Classe | Moto      |  |  |  |  |  |  |  |  |  |    |  |  |  |    |  |  |  |    | Punti | Pos. |
| ---- | ------ | --------- |  |  |  |  |  |  |  |  |  | -- |  |  |  | -- |  |  |  | -- | ----- | ---- |
| 2012 | Moto3  | FTR Honda |  |  |  |  |  |  |  |  |  | NE |  |  |  | 24 |  |  |  | 12 | 4     | 32º  |

| 2013 | Classe | Moto      |    |    |     |    |     |    |     |    |    |     |     |     |    |    |    |    |    |    | Punti | Pos. |
| ---- | ------ | --------- | -- | -- | --- | -- | --- | -- | --- | -- | -- | --- | --- | --- | -- | -- | -- | -- | -- | -- | ----- | ---- |
| 2013 | Moto3  | TSR Honda | 21 | 16 | Rit | 22 | Rit | 20 | Rit | 25 | NE | Rit | Rit | Rit | 27 | 28 | 21 | 27 | 22 | 23 | 0     |      |

| 2014 | Classe | Moto      |     |    |    |    |     |   |    |     |    |   |    |    |   |     |     |    |    |    | Punti | Pos. |
| ---- | ------ | --------- | --- | -- | -- | -- | --- | - | -- | --- | -- | - | -- | -- | - | --- | --- | -- | -- | -- | ----- | ---- |
| 2014 | Moto3  | Kalex KTM | Rit | 11 | 12 | 16 | Rit | 8 | 28 | Rit | 10 | 8 | 16 | 14 | 9 | Rit | Rit | 25 | 11 | 15 | 46    | 17º  |

| 2015 | Classe | Moto     |    |     |     |    |    |     |    |     |    |    |    |   |     |    |    |     |    |     | Punti | Pos. |
| ---- | ------ | -------- | -- | --- | --- | -- | -- | --- | -- | --- | -- | -- | -- | - | --- | -- | -- | --- | -- | --- | ----- | ---- |
| 2015 | Moto3  | Mahindra | 18 | Rit | Rit | 20 | 12 | Rit | 26 | Rit | NP | 18 | 14 | 7 | Rit | 21 | 21 | Rit | 20 | Rit | 15    | 24º  |

| 2016 | Classe | Moto |    |    |    |    |    |   |    |     |     |    |    |    |    |   |    |     |     |   | Punti | Pos. |
| ---- | ------ | ---- | -- | -- | -- | -- | -- | - | -- | --- | --- | -- | -- | -- | -- | - | -- | --- | --- | - | ----- | ---- |
| 2016 | Moto3  | KTM  | 25 | 12 | 12 | 12 | 13 | 9 | 13 | Rit | Rit | 12 | 23 | 16 | 12 | 9 | 25 | Rit | Rit | 6 | 50    | 21º  |

| 2017 | Classe | Moto |     |   |   |    |   |   |    |    |    |   |    |     |     |    |     |    |    |   | Punti | Pos. |
| ---- | ------ | ---- | --- | - | - | -- | - | - | -- | -- | -- | - | -- | --- | --- | -- | --- | -- | -- | - | ----- | ---- |
| 2017 | Moto3  | KTM  | Rit | 9 | 6 | 10 | 5 | 3 | 17 | 12 | 12 | 5 | 14 | Rit | Rit | 12 | Rit | 23 | 13 | 6 | 88    | 11º  |

| Legenda | 1º posto        | 2º posto            | 3º posto            | A punti      | Senza punti        | Grassetto – Pole position Corsivo – Giro più veloce |
| Legenda | Gara non valida | Non qual./Non part. | Ritirato/Non class. | Squalificato | '-' Dato non disp. | Grassetto – Pole position Corsivo – Giro più veloce |